# Lagoa de Santiago

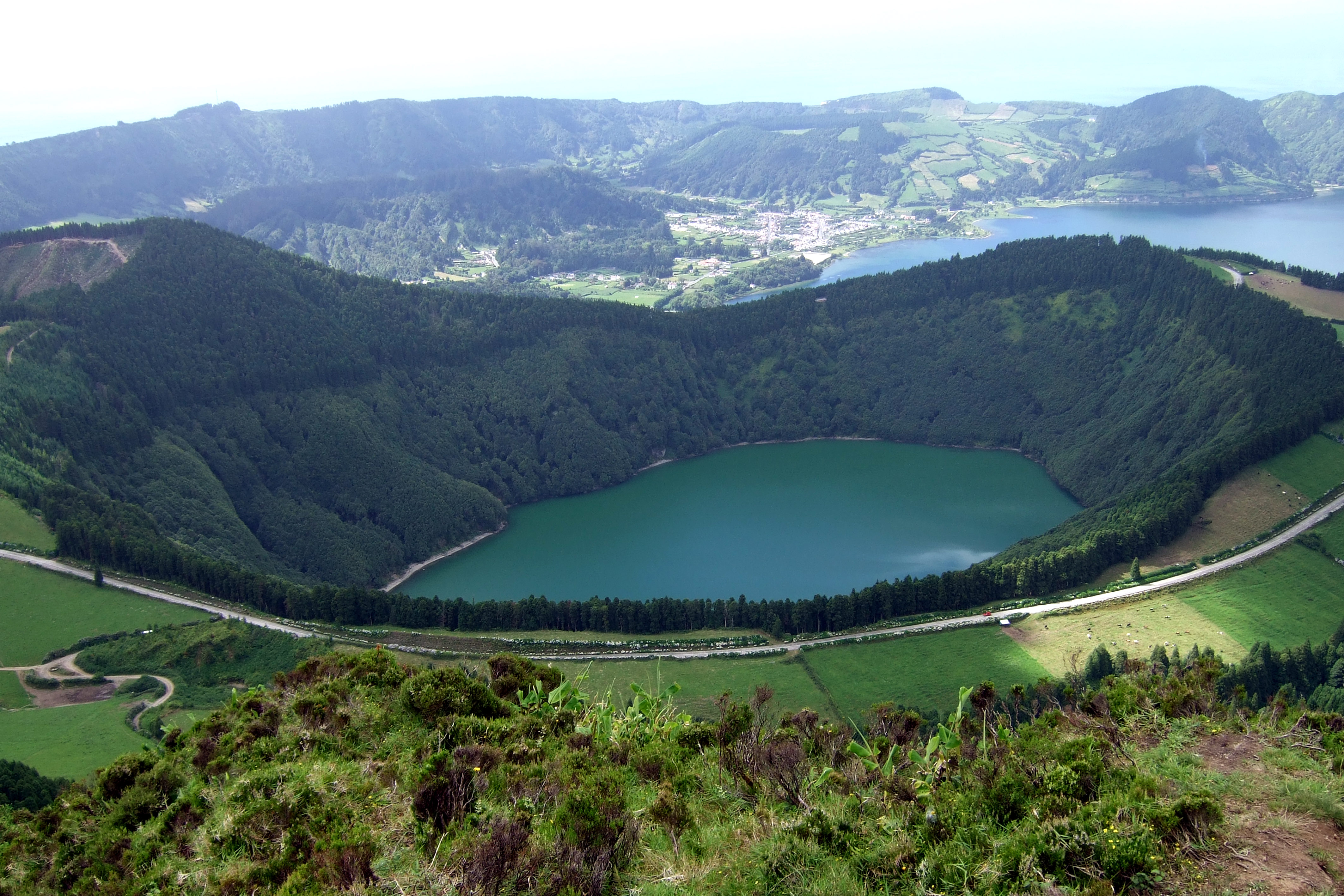
A Lagoa de Santiago.

A Lagoa de Santiago é uma lagoa portuguesa, localizada na ilha de São Miguel, arquipélago dos Açores, no município de Ponta Delgada e está relacionada com a formação vulcânica do Maciço das Sete Cidades.
Apresenta-se como uma lagoa profunda localizada na Serra Devassa, no fundo de uma cratera vulcânica. A sua cota de altitude em relação ao nível do mar encontra-se nos 334 metros. Tem um comprimento de 700 metros, uma largura de 475 metros por uma profundiade de 29 metros. Está rodeada por florestas típica da macaronésia e plantações de criptomérias. Fica próxima do Miradouro da Lagoa do Canário.